# Unterseeboot 484
L'Unterseeboot 484 ou U-484 est un sous-marin allemand (U-Boot) de type VIIC utilisé par la Kriegsmarine pendant la Seconde Guerre mondiale.
Le sous-marin fut commandé le 5 juin 1941 à Kiel (Deutsche Werke), sa quille fut posée le 27 mars 1943, il fut lancé le 20 novembre 1943 et mis en service le 19 janvier 1944, sous le commandement du Korvettenkapitän Wolf-Axel Schaefer.
L'U-484 n'a ni endommagé ni coulé de navire au cours de l'unique patrouille (30 jours en mer) qu'il effectua.
Il fut coulé par des navires de guerre britanniques au nord-ouest de l'Irlande, en septembre 1944.

## Conception
Unterseeboot type VII, l'U-484 avait un déplacement de 769 tonnes en surface et 871 tonnes en plongée. Il avait une longueur totale de 67,10 m, un maître-bau de 6,20 m, une hauteur de 9,60 m et un tirant d'eau de 4,74 m. Le sous-marin était propulsé par deux hélices de 1,23 m, deux moteurs diesel Germaniawerft M6V 40/46 de 6 cylindres en ligne de 1400 cv à 470 tr/min, produisant un total de 2 060 à 2 350 kW en surface et de deux moteurs électriques Siemens-Schuckert GU 343/38-8 de 375 cv à 295 tr/min, produisant un total 550 kW, en plongée. Le sous-marin avait une vitesse en surface de 17,7 nœuds (32,8 km/h) et une vitesse de 7,6 nœuds (14,1 km/h) en plongée. Immergé, il avait un rayon d'action de 80 milles marins (150 km) à 4 nœuds (7,4 km/h; 4,6 milles par heure) et pouvait atteindre une profondeur de 230 m. En surface son rayon d'action était de 8 500 milles nautiques (soit 15 700 km) à 10 nœuds (19 km/h). 
L'U-484 était équipé de cinq tubes lance-torpilles de 53,3 cm (quatre montés à l'avant et un à l'arrière) qui contenait quatorze torpilles. Il était équipé d'un canon de 8,8 cm SK C/35 (220 coups) et d'un canon antiaérien de 20 mm Flak. Il pouvait transporter 26 mines TMA ou 39 mines TMB. Son équipage comprenait 4 officiers et 40 à 56 sous-mariniers.

## Historique
Il reçut sa formation de base au sein de la 5. Unterseebootsflottille jusqu'au 31 juillet 1944, puis il intégra sa formation de combat avec la 3. Unterseebootsflottille. 
Sa première patrouille est précédée d'un court trajet de Kiel à Horten. Elle commence le 14 août 1944, au départ d'Horten.
Il patrouille dans l'Atlantique Nord entre l'Islande et les Îles Féroé.
Le 9 septembre 1944, il est attaqué et coulé à la position 55° 45′ N, 11° 41′ O, par des charges de profondeur lancées par la corvette HMS Portchester Castle (K362) (en) et la frégate HMS Helmsdale.
Les 52 hommes d'équipage meurent dans cette attaque.

### Fait précédemment établi
Antérieurement, il était établi que l'U-484 avait coulé le 9 septembre, par des charges de profondeur lancées par deux navires de guerre canadiens, la corvette HMCS Dunver (K03) (en) et la frégate HMS Guildford Castle (K378) (en). Cette attaque est attribuée à un autre U-Boot, non identifié.

## Affectations
- 5. Unterseebootsflottille du 19 janvier 1944 au 31 juillet 1944 (Période de formation).
- 3. Unterseebootsflottille du 1er août 1944 au 9 septembre 1944 (Unité combattante).

## Commandement
- Korvettenkapitän Wolf-Axel Schaefer du 19 janvier 1944 au 9 septembre 1944.

## Patrouilles
|       | Commandant                 | Départ       | Départ | Arrivée          | Arrivée | Jours    | Succès |
| ----- | -------------------------- | ------------ | ------ | ---------------- | ------- | -------- | ------ |
|       | KrvKpt. Wolf-Axel Schaefer | 8 août 1944  | Kiel   | 10 août 1944     | Horten  | 3 jours  |        |
| 1     | KrvKpt. Wolf-Axel Schaefer | 14 août 1944 | Horten | 9 septembre 1944 | Coulé   | 27 jours |        |
| Total | Total                      | Total        | Total  | Total            | Total   | 30 jours | 0 t    |

Note : KrvKpt. = Korvettenkapitän